# パリメトロ6号線
6号線（6ごうせん、Ligne 6）は、パリ交通公団（RATP）の運営するフランスの首都パリを含むイル＝ド＝フランス地域圏のメトロ（地下鉄）路線の一つ。パリ市内西部のシャルル・ド・ゴール＝エトワール駅と、パリ市内東部のナシオン駅までをほぼフェルミエー・ジェネローの城壁跡に沿ってパリの南半分を回る半環状路線。1900年に開業。

## 概要

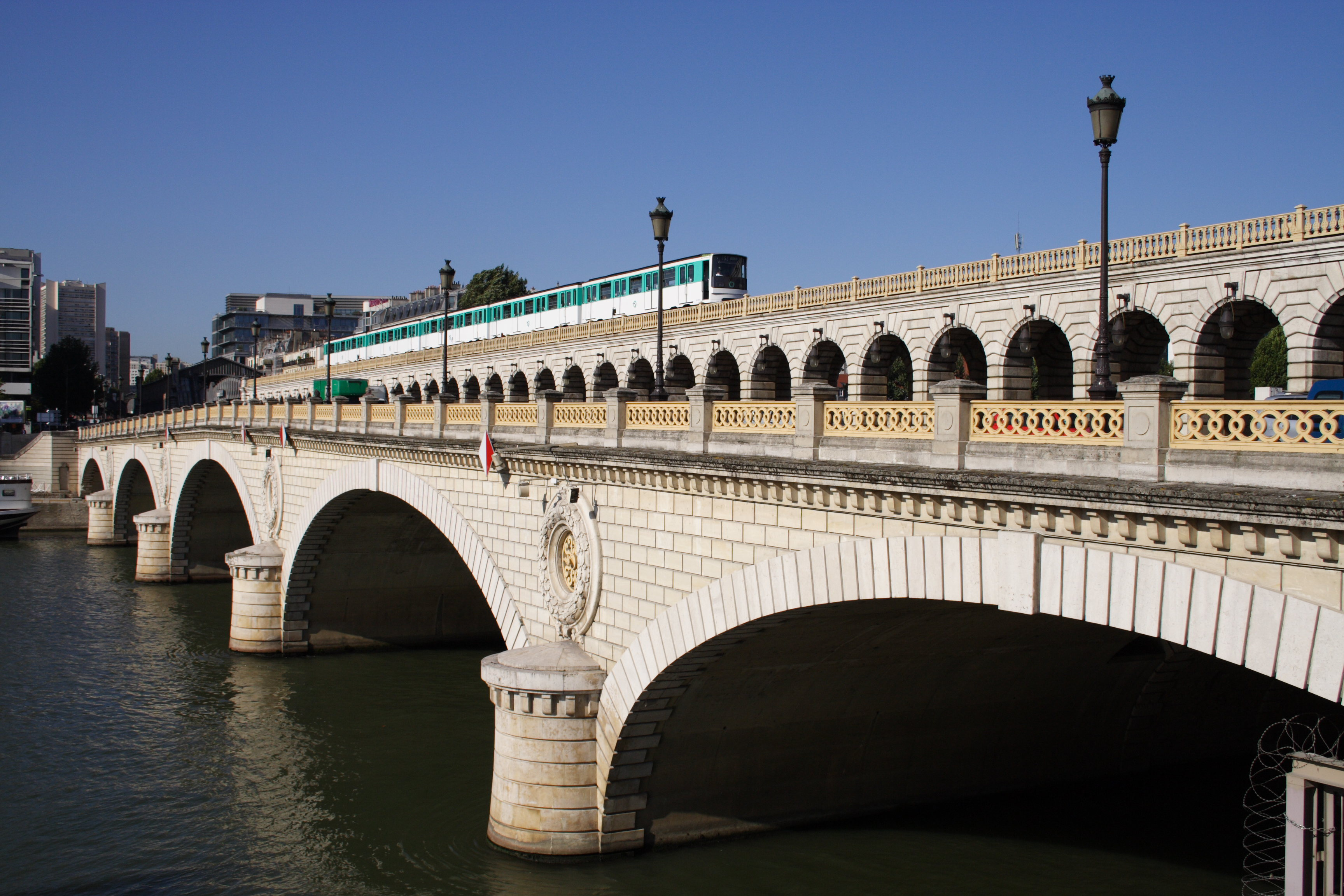
ベルシー橋を渡る6号線

6号線の西部と南部はパリを一周する環状路線2号線の一部（2号南線）として計画された区間であり、1900年にパリで2番目のメトロ路線として開業した。本来の6号線はプラス・ディタリー駅〜ナシオン駅間の短い路線であった。2号南線は5号線に編入された後、1942年に6号線に移管されて現在の姿となった。
6号線はセーヌ川の橋（2ヵ所）をはじめとして全線の半分弱が道路の中央に設けられた高架線となっている。高架線の割合はパリのメトロでもっとも高く、特にビラケム橋からはエッフェル塔を間近に見ることができ、観光客などに人気である。
6号線は開業時は鉄車輪・鉄軌道だったが、1974年にゴムタイヤを利用した側方案内軌条式鉄道に転換された。回送や分岐器部分での案内のため鉄のレールも残されている。

6号線の路線図

## 沿線概況

1860年までフェルミエー・ジェネローの城壁がパリの外側を画していた。6号線は概ねこの壁南半分の跡に沿って走る。

6号線の西端のシャルル・ド・ゴール＝エトワール駅はシャルル・ド・ゴール広場の地下にある。駅はラケット状になった線路の途中にあり、ナシオン行の列車は西向きに発車する。
シャルル・ド・ゴール＝エトワールからは南南西に進み、パッシー駅付近で南東に向きを変えて地上に出、ビラケム橋の中央に設けられた高架線でセーヌ川を渡る。そのままパスツール駅西方まで高架線で進み、モンパルナス地区では地下線となる。モンパルナス＝ビヤンヴニュ駅の東では超高層ビルトゥール・モンパルナスの地下階を貫くように線路が通っている。サン・ジャック駅で再び地上に出て高架線となり、北東よりに向きを変える。プラス・ディタリー駅の前後は地下となるが、すぐに再び高架となり、ベルシー橋中央の高架線で再度セーヌ川を渡る。ベルシー駅西方で地下に潜った後はほぼ地下線であるが、ベレール駅のみは地上駅となっている。
東端のナシオン駅もラケット状の折り返しとなっており、シャルル・ド・ゴール＝エトワール駅からの列車は東側から駅に入る。

## 歴史
1898年のメトロ整備計画では、6号線（F線）は環状路線2号線（B線）のプラス・ディタリー駅〜ナシオン駅間を短絡する路線とされていた。2号線はエトワール駅（現シャルル・ド・ゴール＝エトワール駅）〜プラス・ディタリー駅間は現6号線と一致し、プラス・ディタリー駅〜ナシオン駅間はオステルリッツ駅、リヨン駅を経由することになっていた。後に2号線の環状運転計画は取りやめられ、南半部は2号南線として分離されることになった。
建設は西側から始まり、まず1900年にエトワール駅〜トロカデロ駅間が開業した。開業はパリ万国博覧会の期間の終わり近くであり、トロカデロはその会場の一つだった。その後東へ延伸され、1906年にはプラス・ディタリー駅に達した。1907年には2号南線は5号線に編入された。
一方本来の6号線区間は1909年にプラス・ディタリー駅〜ナシオン駅間が開業した。以来5号線がエトワール駅〜プラス・ディタリー駅〜北駅、6号線がプラス・ディタリー駅〜ナシオン駅という状態が続いていた。
1931年、ヴァンセンヌの森を会場にパリ植民地博覧会が開催されると、パリ南部各地から万博会場へのアクセスを便利にするため、6号線の列車は5号線に乗り入れてエトワール駅〜ナシオン駅間で運転された。これは万博会場へ通じる8号線へは6号線のドーメニル駅で乗り換えることができるが、5号線から8号線へ直接乗り換えようとするとオペラ駅まで遠回りしなければならないためである。なおこのとき5号線の列車はプラス・ディタリー駅〜北駅間に短縮された。万博が終わると、両線の運行形態は元に戻った。
1942年、5号線の北東部郊外のパンタンへの延長にあわせて、エトワール駅〜プラス・ディタリー駅間が6号線に移管され、現在の6号線の形態が定まった。
1974年には軌道が鉄レールから案内軌条方式に改められた。これは高架区間が多いため騒音を減らすことを狙ったものである。パリでは1956年の11号線を皮切りに1号線、4号線が案内軌条方式に転換されていたが、既存路線の転換はこれが最後となった。

### 年表
- 1900年10月2日 - エトワール駅〜トロカデロ駅間開業。
- 1903年11月6日 - トロカデロ駅〜パッシー駅間延伸開業。エトワール駅〜パッシー駅間に「2号南線」の路線名を設定。
- 1906年4月24日 - 2号南線パッシ駅ー〜プラス・ディタリー駅間延伸開業。
- 1907年10月14日 - 2号南線を5号線に編入。
- 1909年3月1日 - 6号線プラス・ディタリ駅ー〜ナシオン駅間開業。
- 1942年10月6日 - 5号線エトワール駅〜プラス・ディタリー駅間を6号線に移管。

## 車両
1974年の案内軌条化にともない、ゴムタイヤ式のMP73が投入された。5両編成で1、3、5両目が電動車である。計50編成が在籍している。
車両基地はプラス・ディタリーにあり、駅の西側から5号線への連絡線を経由して入線する。大規模な検査や改修作業は1号線シャトー・ド・ヴァンセンヌ駅の東にあるフォンテネー（Fontenay）車両基地で行なわれる。

## 駅一覧
| 駅名                               | 駅名                                     | 接続路線                                                                                               | 地上／地下 | 所在地 | 所在地          |
| ---------------------------------- | ---------------------------------------- | --- | ---------- | ------ | --------------- |
| シャルル・ド・ゴール＝エトワール駅 | Charles de Gaulle - Étoile               | メトロ： 1号線・ 2号線 RER： A線                                                                       | 地下区間   | パリ   | 8区、16区、17区 |
| クレベール駅                       | Kléber                                   | | 地下区間   | パリ   | 16区            |
| ボワシエール駅                     | Boissière                                | | 地下区間   | パリ   | 16区            |
| トロカデロ駅                       | Trocadéro                                | メトロ： 9号線                                                                                         | 地下区間   | パリ   | 16区            |
| パッシー駅                         | Passy                                    | | 地上区間   | パリ   | 16区            |
| ビラケム駅                         | Bir-Hakeim （Tour Eiffel）               | RER： C線（シャン・ド・マルス＝トゥール・エッフェル駅）                                                | 地上区間   | パリ   | 15区            |
| デュプレクス駅                     | Dupleix                                  | | 地上区間   | パリ   | 15区            |
| ラ・モット＝ピケ＝グルネル駅       | La Motte-Picquet - Grenelle              | メトロ： 8号線、 10号線                                                                                | 地上区間   | パリ   | 15区            |
| カンブロンヌ駅                     | Cambronne                                | | 地上区間   | パリ   | 15区            |
| セーヴル＝ルクルブ駅               | Sèvres - Lecourbe                        | | 地上区間   | パリ   | 15区            |
| パスツール駅                       | Pasteur                                  | メトロ： 12号線                                                                                        | 地下区間   | パリ   | 15区            |
| モンパルナス＝ビヤンヴニュ駅       | Montparnasse - Bienvenüe                 | メトロ： 4号線、 12号線、 13号線 トランシリアン： N線（モンパルナス駅） フランス国鉄（モンパルナス駅） | 地下区間   | パリ   | 6区、14区、15区 |
| エドガール・キネ駅                 | Edgar Quinet                             | | 地下区間   | パリ   | 14区            |
| ラスパイユ駅                       | Raspail                                  | メトロ： 4号線                                                                                         | 地下区間   | パリ   | 14区            |
| ダンフェール＝ロシュロー駅         | Denfert-Rochereau （Colonel Rol-Tanguy） | メトロ： 4号線 RER： B線                                                                               | 地下区間   | パリ   | 14区            |
| サン＝ジャック駅                   | Saint-Jacques                            | | 地上区間   | パリ   | 14区            |
| グラシエール駅                     | Glacière                                 | | 地上区間   | パリ   | 13区            |
| コルヴィザール駅                   | Corvisart                                | | 地上区間   | パリ   | 13区            |
| プラス・ディタリー駅               | Place d'Italie                           | メトロ： 5号線、 7号線                                                                                 | 地下       | パリ   | 13区            |
| ナシオナル駅                       | Nationale                                | | 地上区間   | パリ   | 13区            |
| シェヴァルレ駅                     | Chevaleret                               | | 地上区間   | パリ   | 13区            |
| ケ・ド・ラ・ガール駅               | Quai de la Gare                          | | 地上区間   | パリ   | 13区            |
| ベルシー駅                         | Bercy                                    | メトロ： 14号線 フランス国鉄（パリ・ベルシー駅）                                                       | 地下区間   | パリ   | 12区            |
| デュゴミエ駅                       | Dugommier                                | | 地下区間   | パリ   | 12区            |
| ドーメニル駅                       | Daumesnil                                | メトロ： 8号線                                                                                         | 地下区間   | パリ   | 12区            |
| ベレール駅                         | Bel-Air                                  | | 地上       | パリ   | 12区            |
| ピクピュス駅                       | Picpus                                   | | 地下区間   | パリ   | 12区            |
| ナシオン駅                         | Nation                                   | メトロ： 1号線・ 2号線・ 9号線 RER： A線                                                               | 地下区間   | パリ   | 11区、12区      |

- 全線各駅停車、快速運転はない。